# Plutodes korintjiensis
Plutodes korintjiensis là một loài bướm đêm trong họ Geometridae.